# Evangelische Heimstiftung

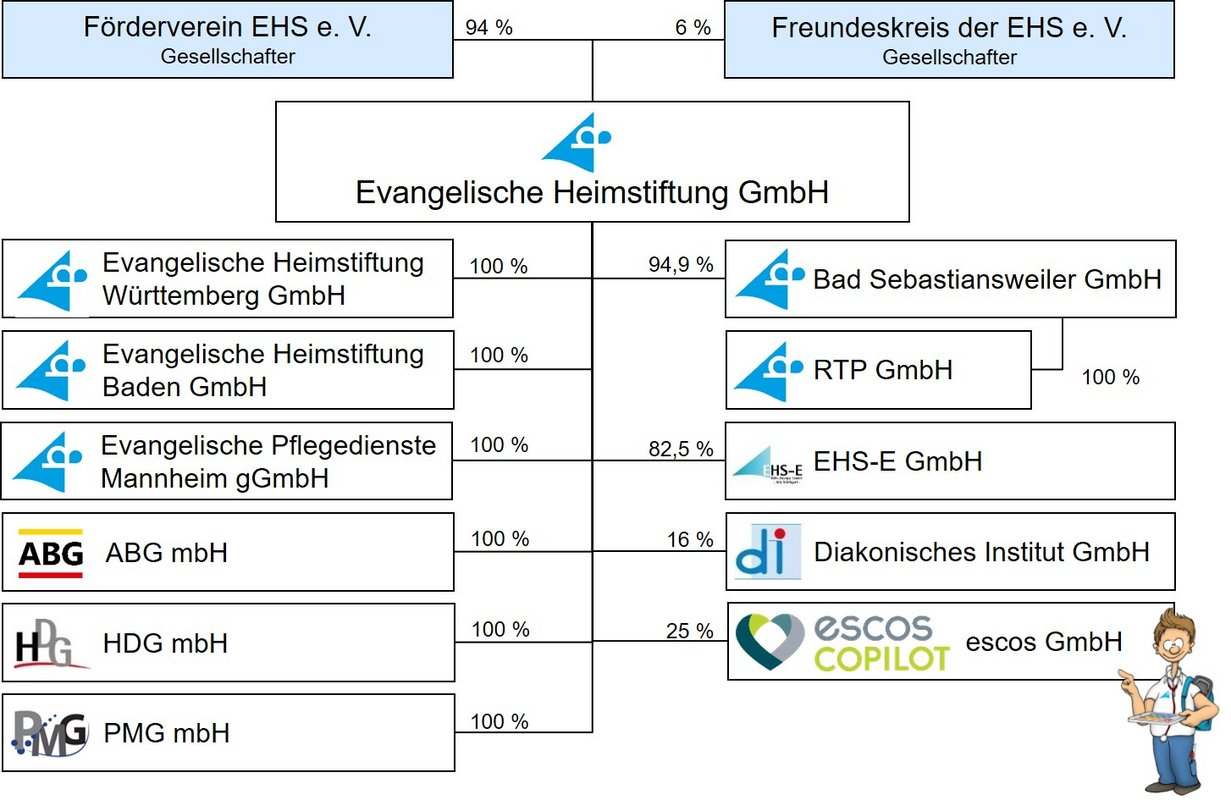
Die Evangelische Heimstiftung GmbH und ihre Tochtergesellschaften

Die Evangelische Heimstiftung ist einer der größten Anbieter sozialer Dienstleistungen in Baden-Württemberg, mit Hauptsitz in Stuttgart. Sie ist Mitglied im diakonischen Werk und agiert gemeinnützig. Schwerpunkt ist die Altenhilfe in 92 stationären Pflegeeinrichtungen. Darüber hinaus gehören 11 WohnenPLUS-Residenzen, 40 Mobile Dienste, 27 Tagespflegen, eine Rehabilitationspflege, ein Bildungszentrum und eine Einrichtung der Eingliederungshilfe der Evangelischen Heimstiftung an. Somit bietet der diakonische Altenhilfeträger Pflege und Betreuung für 15.000 Menschen. Als größtes diakonisches Pflegeunternehmen in Deutschland beschäftigt die EHS 10.700 Mitarbeitende und 850 Auszubildende.
Die Evangelische Heimstiftung hat den Anspruch, stets diakonisch, innovativ und professionell zu handeln. Sie hat es sich zur Aufgabe gemacht, alten, kranken und behinderten Menschen ein Zuhause zu geben. Bei der Betreuung und Pflege steht der Mensch im Mittelpunkt. Ziel ist es, den Kunden ein würdevolles Leben mit größtmöglicher Selbstbestimmung und Teilhabe zu bieten – auch bei Pflegebedarf. Die EHS nimmt sowohl die öffentliche Verantwortung von Kirche und Gesellschaft als auch die Verantwortung einer nachhaltigen und ökologischen Denk- und Arbeitsweise wahr und setzt sich für diese ein.

## Geschichte

### Gründung
Die Geschichte der Evangelischen Heimstiftung reicht bis ins Jahr 1952 zurück. Nach dem Zweiten Weltkrieg befand sich ganz Deutschland im Ausnahmezustand. Auch Württemberg war von den Folgen des Krieges stark betroffen. Viele Menschen waren verletzt und körperlich eingeschränkt, hatten kein Zuhause und zum Teil keine Familie und Angehörigen mehr. Die Zahl der Flüchtlinge und Hilfesuchenden in den Flüchtlingslagern und der Mangel an Versorgung und Unterkünften stiegen stetig an. Die Not und der Hilfebedarf waren groß. Speziell älteren Menschen fehlte es an ausreichend Unterstützung, obwohl diese sie am dringendsten benötigten.
Der Landesverband der Inneren Mission (LVIM) und das Hilfswerk der Evangelischen Kirche nahmen sich der Aufgabe, für eine Entlastung der sich zuspitzenden Lage zu sorgen, als Erste an. Beide fanden in Schulen, Klöstern, Schlössern und weiteren Gebäuden eine provisorische und zum Teil temporäre Lösung, die hilfsbedürftigen Senioren zu versorgen. Allerdings war das Bedürfnis einer dauerhaften Bewältigung des Problems seitens der zwei Akteure von Anfang an da. Weshalb auch die juristische Leitung des LVIM Antonie Kraut, und Gotthilf Vöhringer, Direktor des Landesverbandes, sich für eine neue Trägerschaft aussprachen und einsetzten. Auch Oberkirchenrat Herbert Keller schloss sich im Namen des landeskirchlichen Hilfswerkes dieser Auffassung an.
Vor diesem sozial-geschichtlichen Hintergrund erfolgte am 15. Februar 1952 die Gründung der Evangelische Heimstiftung e. V., die 2007 zur Evangelischen Heimstiftung GmbH wurde. Erste Vorsitzende wurde Antonie Kraut, stellvertretender Vorsitzender Herbert Keller und Paul Collmer, der ebenfalls dieselben Visionen teilte, wurde erster Geschäftsführer. Die Evangelische Heimstiftung e. V. übernahm insgesamt zwölf Einrichtungen des Landesverbandes der Inneren Mission und des Hilfswerkes der Evangelischen Kirche und setzte damit den Startschuss für eine jahrzehntelange Arbeit und Hingabe für das Betreuen und Pflegen hilfsbedürftiger Menschen.

### Vorsitz und Leitung über die Jahre
| Vor- und Zuname            | Position                                            | Jahr/Dauer          |
| Antonie Kraut († 2002)     | Vorsitz Aufsichtsrat                                | 1952–1985           |
| Herbert Keller († 1982)    | Stellvtr. Vorsitz Aufsichtsrat                      | 1952–1980           |
| Kurt Ströbel († 1995)      | Stellvtr. Vorsitz Aufsichtsrat Vorsitz Aufsichtsrat | 1980–1985 1985–1995 |
| Annelies Kohleiss († 1995) | Stellvtr. Vorsitz Aufsichtsrat                      | 1985–1995           |
| Gudrun Hummel († 2021)     | Vorsitz Aufsichtsrat                                | 1995–2000           |
| Otto Schäfer († 2021)      | Stellvtr. Vorsitz Aufsichtsrat                      | 1995–2002           |
| Helmut Mäule               | Vorsitz Aufsichtsrat                                | 2000–2020           |
| Dekan Martin Luscher       | Stellvtr. Vorsitz Aufsichtsrat                      | Seit 2002           |
| Sandra Achilles            | Vorsitz Aufsichtsrat                                | Seit 2021           |

| Vor- und Zuname                | Position                                    | Jahr/Dauer          |
| Paul Collmer († 1979)          | Geschäftsführung                            | 1952–1970           |
| Rudi Bartel († 1992)           | Geschäftsführung                            | 1970–1978           |
| Adam Rauscher († 2009)         | Geschäftsführung Hauptgeschäftsführung      | 1971–1978 1979–1981 |
| Ottmar Malisi († 1992)         | Geschäftsführung                            | 1978–1990           |
| Walter Marks († 2015)          | Geschäftsführung                            | 1978–1997           |
| Albrecht Teichmann († 2007)    | Hauptgeschäftsführung                       | 1981–1997           |
| Hans-Joachim vom Endt († 2019) | Geschäftsführung stv. Hauptgeschäftsführung | 1990–1997 1997–2011 |
| Wolfgang D. Wanning († 2013)   | Hauptgeschäftsführung                       | 1997–2011           |
| Ralf-Rüdiger Kirchhof          | Geschäftsführung                            | 1997–2020           |
| Bernhard Schneider             | Hauptgeschäftsführung                       | Seit 2011           |
| Elke Eckardt                   | Geschäftsführung                            | Seit 2020           |

## Arbeitsbereiche und Wohnformen

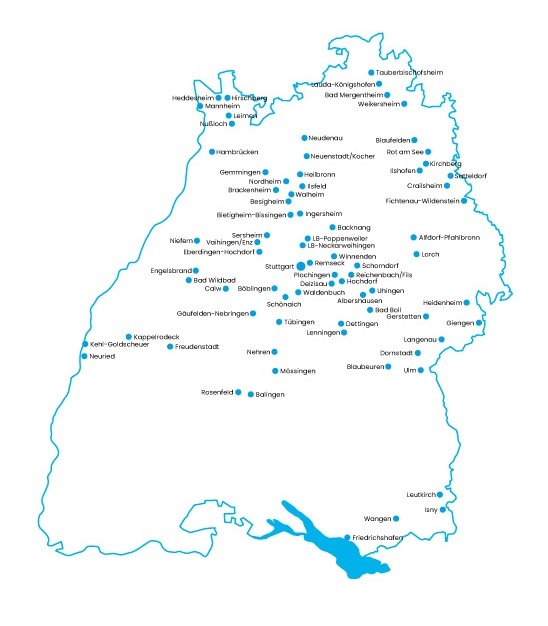
[https://www.ev-heimstiftung.de/leistungen/pflegeplaetze/pflegeplatz-finden/ Standorte der EHS

### Stationäre Pflege
Die Mehrzahl der Einrichtungen der Evangelischen Heimstiftung sind im Bereich der stationären Pflege tätig. In rund 91 Pflegeeinrichtungen leben die Kunden in Wohngruppen zusammen und erhalten täglich verschiedene Angebote im Bereich der Pflege und Betreuung.
Das in 2016 eingeführte Wohngruppenkonzept der EHS ermöglicht den Bewohnern ein möglichst alltagsnahes, familiäres und gemeinschaftliches Miteinander. Ziel hierbei ist, die Lebensqualität durch Teilhabe und Selbstbestimmung dauerhaft zu verbessern. Damit dies gelingt, sind die Einrichtungen der EHS in Wohnbereiche mit maximal 15 Personen aufgeteilt. Ein Aufenthaltsraum mit Küche bietet hier den Treffpunkt für das alltägliche Geschehen. Alltagsbegleitungen sind über den ganzen Tag anwesend und unterstützen die Kunden. Die Pflege und die Hauswirtschaft arbeiten Hand in Hand mit der Alltagsbegleitung, sodass eine ganzheitliche Versorgung mit Fokus auf die Grundbedürfnisse des Menschen sichergestellt wird. Die Evangelische Heimstiftung verweist hierbei auf die theoretischen Ansätze Kitwoods und Nolans. Auch die Einbindung des örtlichen Gemeinwesens soll nicht außer Acht gelassen werden.

### Mobile Dienste und Tagespflege
Die Evangelische-Heimstiftung bietet neben der stationären Pflege auch ambulante Pflege an. Mit 40 Mobilen Diensten in ganz Baden-Württemberg kommen die Pflegekräfte zu den Kunden nach Hause und unterstützen sie in Bereichen der Pflege und der Hauswirtschaft. Bei der ambulanten Pflege angesiedelt sind auch die Tagespflegen, welche sich in mehreren Einrichtungen der stationären Pflege befinden. Die Tagespflegen stellen eine tägliche Rundumversorgung für die Kunden bereit. Dabei ist eine regelmäßige Tagesstruktur vorgesehen, welche beispielsweise ein gemeinsames Frühstück, ein Betreuungsangebot und einen gemeinsamen Tagesausklang inkludiert.

### Neue Wohnformen
Darüber hinaus hat die Evangelische Heimstiftung ein vielfältiges Angebot an neuen Wohnformen. 61 betreute Wohnungskomplexe grenzen jeweils an die Pflegeheime der EHS an. Betreute Wohnungen bieten ein altersgerechtes Wohnumfeld für Senioren, in dem der Dienstleister individuell auf die Lebenssituation der Kunden eingeht. Es besteht die Möglichkeit, in den Appartements völlig selbständig zu leben oder aber auch je nach Bedarf Unterstützung oder Pflege in Anspruch zu nehmen. Der örtliche Sozialdienst und die Mobilen Dienste der Evangelischen Heimstiftung stehen allen hierbei rund um die Uhr zur Verfügung. In Kooperation mit den angrenzenden Pflegeheimen können Bewohner an Gemeinschaftsaktivitäten oder den täglichen Mahlzeiten teilnehmen.
Eine weitere Alternative zum Pflegeheim bietet das innovative WohnenPLUS-Konzept der Evangelischen Heimstiftung. Die WohnenPLUS-Residenzen bieten an elf Standorten mehrere Wohn- und Betreuungsformen zugleich an. Hier trifft betreutes Wohnen auf ambulante Pflege und Tagespflege. Das Pflegewohnen in Appartements ermöglicht Einzelpersonen oder Paaren mit unterschiedlichem Unterstützungsbedarf einen auf sie ausgerichteten Pflege- und Betreuungsplan. Je nach Bedarf können zusätzliche Leistungen durch den im Haus stationierten Mobilen Dienst in Anspruch genommen werden.
Die Tagespflege ist ebenfalls in der Residenz verortet und kann von Bewohnern wie auch von Gästen außerhalb besucht werden. So bietet das Konzept einen Rundum-Service mit zahlreichen und flexiblen Auswahlmöglichkeiten. Zudem bieten die Residenzen die Wohnmöglichkeit einer ambulant betreuten Wohngemeinschaft mit Hilfestellungen von Alltagsbegleitungen. Mit mehreren Gemeinschaftsräumen und einem öffentlichen Quartierstreff können sich Menschen im Haus und von außerhalb täglich vernetzen und die Teilhabe am sozialen und gesellschaftlichen Leben beibehalten, was das WohnenPLUS-Konzept schlussendlich ausmacht.
Unterstützend und für eine erhöhte Sicherheit sorgend befindet sich in jeder Wohnung ALADIEN. ALADIEN steht für Alltagsunterstützende Assistenzsysteme mit Dienstleistungen und beinhaltet modernste Technik und verschiedene Serviceleistungen. Von einem Hausnotruf, über einen Wahlservice für pflegefachliche Versorgung, bis hin zur Organisation von Betreuungs- und Freizeitangeboten über ein Tablet, ALADIEN ermöglicht einen 24-Stunden-Service für Kunden. Ebenso hilfreich ist die Kommunikations-App Myo, mit der die Evangelische Heimstiftung kooperiert. Die App bietet Mitarbeitern, Angehörigen und Bewohnern eine Plattform für Austausch und Kommunikation, beispielsweise können Mitarbeitende Bilder für Angehörige einstellen oder andersherum. Damit wird auch hier die Teilhabe im Alter verstärkt und unterstützt.

### Fachspezifische Einrichtungen
Laut dem Bundesministerium für Gesundheit ist das Risiko, an Demenz zu erkranken, umso größer, je älter die Menschen werden. Daher bietet die Evangelische Heimstiftung Unterstützung und Wohnformen speziell für demenziell erkrankte Menschen an.
An mehreren Standorten der EHS befinden sich Wohnbereiche für Menschen mit Demenz. In diesen sind Mitarbeiter fachbezogen ausgebildet und bieten den Bewohnern ein beschütztes Lebensumfeld. Außerdem gehören dem Unternehmen geriatrische Einrichtungen an, welche komplett auf die Versorgung demenziell erkrankter Menschen fokussiert sind. Das nach §1906 BGB geschlossene Fachpflegeheim Engelsbrand bietet Menschen, die an einer Demenz oder einer chronischen psychischen Erkrankung leiden, einen Ort, an dem die eigene Sicherheit der Bewohner sichergestellt werden kann.
Nicht nur im Bereich der Altenpflege ist die Evangelische Heimstiftung vertreten. Die Rehabilitationsklinik Bad-Sebastiansweiler GmbH, das Tochterunternehmen der EHS, bietet Versorgung und Betreuung in den Bereichen orthopädische und geriatrische Rehabilitation, Pflege und Therapie an.
Gleichzeitig ist das Angebot einer Betreuung und Pflege von Wachkomapatienten besonders hervorzuheben. Auch in der Jungen Intensivpflege in Besigheim werden junge Menschen, die mit neurologischen Erkrankungen, Wachkoma, Trachestoma oder künstlicher Beatmung zu kämpfen haben, rehabilitativ versorgt. In weiteren Einrichtungen der EHS sind ebenso Wohnbereiche für Menschen im Wachkoma vertreten.
Mit der Werkstatt für behinderte Menschen (WfbM) und dem Bildungszentrum im Stephanuswerk in Isny trägt die Evangelische Heimstiftung auch ihren Teil zur Behindertenhilfe bei. Dort werden körper- und mehrfachbehinderten sowie psychisch erkrankten und seelisch behinderten Menschen individuelle Möglichkeiten für eine Teilhabe am Leben und der Gesellschaft geboten.

## Mitgliedschaften
- Diakonisches Werk der Evangelischen Landeskirche in Baden e. V.
- Diakonisches Werk Württemberg e. V.
- Netzwerk: Soziales neu gestalten e. V. (SONG)
- Evangelischer Landesverband für Diakonie & Sozialstationen
- Württembergischer Evangelischer Fachverband für Altenhilfe (WEFA)
- Baden-Württembergische Krankenhausgesellschaft (BWKG)
- Verband diakonischer Dienstgeber in Deutschland (VdDD)
- AG Altenhilfeeinrichtungen in Baden-Württemberg
- Pro-Pflegereform
- Smart Home & Living Baden-Württemberg e. V.
- European Ageing Network
- Eurodiaconia[5]